# Nicolas Dos Santos
Nicolas Dos Santos (París, 10 de abril de 1987) es un jugador de baloncesto franco-suizo que actualmente pertenece a la plantilla del Sport Lisboa e Benfica (baloncesto) de la LPB, la máxima división portuguesa. Con 2,00 metros de altura puede jugar tanto en la posición de Ala-Pívot como en la de Pívot. Es internacional absoluto con Suiza.

## Trayectoria profesional

### Inicios
Formado en la cantera del SPE Basket Châlons-en-Champagne, jugó en el Feurs EF de la NM1 (3.ª división francesa), durante la temporada 2007-2008.

### BC Boncourt Red Team
Jugó durante tres temporadas (2008-2011) en el BC Boncourt Red Team suizo.
En su primera temporada (2008-2009), jugó 21 partidos de liga y 8 de play-offs, promediando en liga 3,5 puntos (50,9 % en tiros de 2 y 33,3 % en triples), 1,8 rebotes y 1 asistencia en 14,2 min, mientras que en play-offs promedió 2,5 puntos y 1,4 rebotes en 9,3 min.
En su segunda temporada (2009-2010), jugó 28 partidos de liga con un promedio de 4,9 puntos, 4,5 rebotes, 1,4 asistencias y 1,4 robos en 17,6 min.
En su tercera y última temporada (2010-2011), jugó 25 partidos de liga con un promedio de 11,9 puntos (50,5 % en tiros de 2 y 32,1 % en triples), 8,2 rebotes, 2,2 asistencias y 1,4 robos en 33,7 min.
Fue el 6.º máximo reboteador de la LNA y a final de temporada fue elegido en el mejor quinteto de jugadores suizos de la LNA por Eurobasket.com.
Disputó un total de 74 partidos de liga con el conjunto de Boncourt entre las tres temporadas, promediando 6,8 puntos (50,3 % en tiros de 2), 4,9 rebotes, 1,5 asistencias y 1,2 robos en 22 min de media.

### Primeiro de Agosto
Firmó para la temporada 2011-2012 por el Primeiro de Agosto angoleño, con los que ganó la Copa de baloncesto de Angola, la FIBA Africa Clubs Champions Cup y la Supercopa de baloncesto de Angola, además de quedar subcampeón de la División I de Angola.

### Regreso al BC Boncourt Red Team
Las siguientes cuatro temporadas (2012-2016), las pasó en el BC Boncourt Red Team, regresando de esta manera al club suizo.
En su primera temporada (2012-2013), jugó 25 partidos de liga y 1 de play-offs, promediando en liga 9,5 puntos, 7,1 rebotes y 2,4 asistencias en 26,6 min, mientras que en play-offs metió 2 puntos (2-2 de TL), cogió 2 rebotes, dio 2 asistencias y puso 1 tapón en 20 min.
En su segunda temporada (2013-2014), jugó 19 partidos de liga con un promedio de 7,6 puntos, 6,7 rebotes y 2,2 asistencias en 31,5 min.
En su tercera temporada (2014-2015), jugó 20 partidos de liga y 10 de 2.ª fase, promediando en liga 14,1 puntos (56,5 % en tiros de 2), 8,1 rebotes y 1,8 asistencias en 31,2 min, mientras que en la 2.ª fase promedió 11,1 puntos (54,7 % en tiros de 2 y 80 % en tiros libres), 7,6 rebotes, 3,7 asistencias en 30,1 min de media.
Fue el 10.º máximo reboteador de la LNA.
En su cuarta y última temporada (2015-2016), jugó 27 partidos de liga y 3 de play-offs, promediando en liga 10,5 puntos (55 % en tiros de 2, 30,6 % en triples y 77,3 % en tiros libres), 9,8 rebotes y 2 asistencias en 35,3 min, mientras que en play-offs promedió 10,3 puntos (36,4 % en triples), 9 rebotes y 1,7 asistencias en 33,7 min.
Fue el 7.º máximo reboteador de la LNA y a final de temporada recibió una mención honorable LNA y fue elegido por 2.ª vez en el mejor quinteto de jugadores suizos de la LNA, ambas cosas por Eurobasket.com.
Disputó un total de 91 partidos de liga y 4 de play-offs con el conjunto de Boncourt entre las cuatro temporadas, promediando en liga 10,4 puntos (51,7 % en tiros de 2 y 66,1 % en tiros libres), 8 rebotes y 2,1 asistencias en 31,2 min de media, mientras que en play-offs promedió 8,2 puntos, 7,2 rebotes y 1,7 asistencias en 30,2 min de media.

#### Breve paso por el Provence Basket
Terminó la temporada 2014-2015 en el Provence Basket de la Pro B (2.ª división francesa).
Disputó 4 partidos de liga con el cuadro de Fos-sur-Mer, promediando 2 puntos (100 % en tiros libres) y 2,5 rebotes en 11,3 min de media.

### Sport Lisboa e Benfica
Tras pasar 7 años en Suiza, cambió de aires en la temporada 2016-2017, fichando por el Sport Lisboa e Benfica (baloncesto) portugués.

## Selección nacional

### Categorías inferiores
Internacional con las categorías inferiores de la selección de baloncesto de Suiza, disputó el Europeo Sub-20 División B de 2007, celebrado en Varsovia, Polonia, en el que la selección suiza quedó en 16.ª posición.
Jugó 5 partidos con un promedio de 1,6 puntos y 2 rebotes en 9,2 min de media.

### Absoluta
Debutó con la absoluta de Suiza en el EuroBasket División B de 2009, en el que las cuatro mejores selecciones se clasificaban para la disputa de la fase de clasificación para el EuroBasket 2011, celebrado en Lituania, no logrando quedar entre las cuatro mejores Suiza.
Jugó 2 partidos con un promedio de 4,5 puntos (80 % en tiros de 2) y 1 rebote en 5,5 min de media.
Disputó el EuroBasket División B de 2011, quedando Suiza 2.ª del Grupo C.
Jugó 5 partidos con un promedio de 2 puntos (71,4 % en tiros de 2) y 1,6 rebotes en 8,4 min de media.
Disputó la Fase de Clasificación para el EuroBasket 2013, celebrado en Eslovenia, no logrando Suiza clasificarse.
Jugó 7 partidos con un promedio de 3,6 puntos (33,3 % en triples) y 2,4 rebotes en 13 min de media.
Disputó la 2.ª Fase de Clasificación para el EuroBasket 2015, celebrado entre Alemania, Croacia, Francia y Letonia, no logrando Suiza clasificarse.
Jugó 4 partidos con un promedio de 2,5 puntos y 1,5 rebotes en 13 min de media.